# Ха-мол
Ха-мол је молска лествица, чија је тоника тон ха, а као предзнак има две повисилице.

## Варијанте лествице
На слици испод се дају видети редом, природна, хармонска и мелодијска ха-мол лествица:
У хармонском молу седми тон при повишењу прелази из чистог а у аис, а у мелодијском ха-молу шести тон бива повишен из чистог ге у гис.

## Познатија класична дела у ха-молу
- Шеста симфонија, „патетична“, Чајковски
- Клавирска соната, Лист
- Симфонија бр.8, „Незавршена“, Шуберт
- Симфонија бр.2, Бородин
- Клавирска соната, оп.5, Рихард Штраус
- Концерт за виолину бр.2, оп. 7, Николо Паганини